# Aenictus congolensis
Aenictus congolensis är en myrart som beskrevs av Santschi 1911. Aenictus congolensis ingår i släktet Aenictus och familjen myror. Inga underarter finns listade i Catalogue of Life.

## Bildgalleri